# Corimelaena interrupta
Corimelaena interrupta är en insektsart som beskrevs av Malloch 1919. Corimelaena interrupta ingår i släktet Corimelaena och familjen glansskinnbaggar. Inga underarter finns listade i Catalogue of Life.